# نيص
النيص أو الشيهم أو الدعلج (بالإنجليزية: Porcupine)‏ هي عائلة من القوارض يميزها غطاء من الأشواك الحادة، التي تستخدمها للدفاع عن نفسها من الحيوانات المفترسة. موطنها الرئيسي في الأمريكيتين، وآسيا، وإفريقيا، و أوروبا. النيص هو ثالث أكبر نوع قوارض بعد خنزير الماء والقندس. معظم حيوانات النيص يتراوح طولها بين (64-91 سم)، وطول ذيلها من (20-25 سم)، ووزنها من (5.4-15.9 كغ)، وهي مدورة وكبيرة وبطيئة. ولون النيص تختلف درجاتها بين البني والرمادي ونادراً الأبيض. وتشبه في امتلاكها للأشواك القنفذيات لكن ليس له علاقة بها أو بالنضناض.
النيص عموماً من الحيوانات العاشبة؛ ويأكل أوراق الشجر والأعشاب والأغصان والنباتات الخضراء مثل النفل وفي الشتاء يتغذى على اللحاء. وغالباً النيص في أمريكا الشمالية متسلق للأشجار للعثور على الطعام، أما النيص الأفريقي غير متسلق ويتغذى على الأعلاف. وهو على الأغلب من الروامس (تنام صباحاً وتستيقظ ليلاً)، لكن تستيقظ في الصباح أحياناً للبحث عن الطعام. وفي بعض المجتمعات تُؤكل كطعام شهي، وقد تسبب بآفة في كينيا.
وفي التزاوج بين الذكر والأنثى، يتبول ذكر النيص على الأنثى بسرعة عالية
من القوارض ذات غطاء من أشواك الحادة أو الريش الحاد الذي يقوم بدور الدفاع والتمويه على الحيوانات المفترسة. تعيش هذه الحيوانات في الأمريكتين وجنوب آسيا وإفريقيا. تعد الشياهم ثالث أكبر القوارض بعد الكابيبارا والقندس. يبلغ طول معظم الشياهم 25–36 إنش 63–91 سم) تقريبًا مع ذيل طوله 8–10 إنش 20–25 سم). وتزن ما بين 12–35 باوند وهي ذات جسم مستدير كبير وتتسم بالبطء. وتتواجد الشياهم بدرجات مختلفة من اللون البني والرمادي والأبيض غير المعتاد. وتشبه وسيلة الحماية الشوكية لدى الشياهم ما عند القنافذ غير ذات الصلة من فصيلة إيريناسومورف ومونوترم إشيدنا.
الشيهم الشائع هو العشبي. يأكل الشيهم الأوراق والأعشاب والأغصان الصغيرة والنباتات الخضراء مثل كرنب الظربان والبرسيم وفي الشتاء قد يأكل اللحاء. غالبًا ما يتسلق شيهم أمريكا الشمالية الأشجار بحثًا عن الغذاء. لا يتسلق شيهم إفريقيا وإنما يبحث عن الطعام على الأرض. إنه غالبًا يعيش في ظروف ليلي, غالبًا، ولكنه أحيانًا ما يخرج بحثًا عن الطعام في النهار. أصبحت الشياهم آفة في كينيا ويتم تناولها كطعام شهي.
أتى اسم الشيهم من اللغة الفرنسية الوسطى بورك اسبن (الخنزير الشوكي). والاسم الأمريكي الإقليمي للحيوان هو الخنزير الشوكي.

## الأنواع

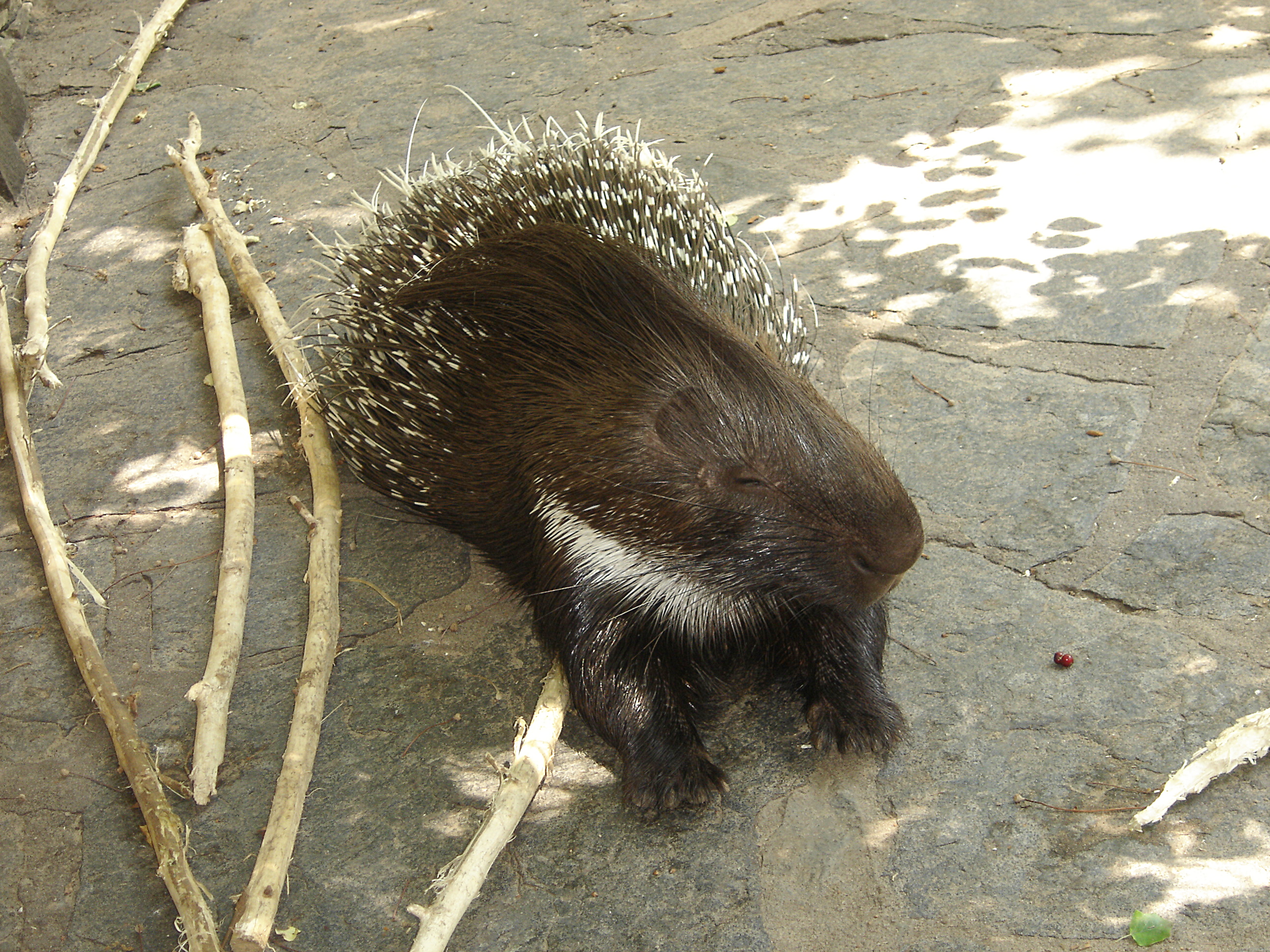
شيهم العالم القديم

يتكون النيص من 29 نوع قوارض ينتمون لرتيبة شيهميات الفك التي تنتمي لفصيلة إرثيزونتيدا (Erethizontidae) (الجنس: كويندو (Coendou) وسفيجوروس (Sphiggurus) وإرثيزون (Erethizon) وإيشينوبروكتا (Echinoprocta) وشيتوميس (Chaetomys) أو هيستريسيدا (Hystricidae) (الجنس: أثيروروس (Atherurus) وهيستريكس (Hystrix) وتريشيس (Trichys)). تتنوع الشياهم في أحجامها إلى حد بعيد: شيهم روثشيلد (Rothschild's Porcupine) في أمريكا الجنوبية يزن أقل من كيلو جرام (2.2 رطل (1.00 كـغ)) والشيهم ذو الريش الموجود في إيطاليا وسيسيليا وشمال إفريقيا وجنوب الصحراء الكبرى الأفريقية يمكن أن ينمو ليبلغ ما يزيد عن 27 كـغ (60 رطل). تختلف فصيلتا الشيهم تمامًا وبالرغم من انتماء كل منهما لفرع هيستيريكوجناثي (Hystricognathi) من الرتبة الواسعة رودنتيا إلا أنهما لا يرتبطان ببعضهما بدرجة كبيرة.
تميل شياهم العالم القديم الحادية عشر إلى الحجم الكبير ولديها أشواك مجمَّعة في عناقيد.
غالبًا ما تكون الفصيلتان الفرعيتان من شياهم العالم الجديد صغيرتين (بالرغم من أن شيهم أمريكا الشمالية يبلغ حوالي 85 سـم (33 بوصة) طولاً و18 كـغ (40 رطل)) وزنًا، وتكون الريشات متعلقة منفردة بدلاً من أن تكون مجتمعة في عناقيد، كما أنها متسلقات بارعة وتقضي معظم أوقاتها في الأشجار. طوّرت شياهم العالم الحديث أشواكها باستقلالية (عبر التطور المتقارب) كما أنها متقاربة مع فصائل أخرى من القوارض أكثر من قربها لشياهم العالم القديم.
تتمتع الشياهم بـ العمر الطويل نسبيًا واحتفظت بالرقم القياسي لكونها أطول القوارض أعمارًا،  ذلك الرقم القياسي الذي حطمه فأر الخُلد العاري (أقرع هيتيروسيفالوس (Heterocephalus glaber)).

## الأشواك

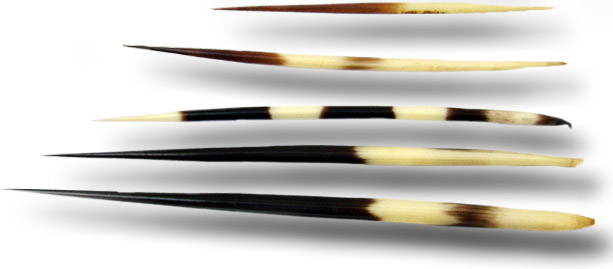
توجد الأشواك بأطوال وألوان مختلفة تعتمد على عمر ونوع الحيوان.

أشواك الشياهم أو أشواك، ولها عدة أشكال تعتمد على الأنواع ولكن كلها شعرات معدّلة مغطاة بطبقات كثيفة من الكيراتين وتكون مطمورة في عضلات الجلد. لدى شياهم العالم القديم أشواك مطمورة في عناقيد بينما أشواك شياهم العالم الجديد تتخللها شعيرات خشنة وفرو داخلي وشعر.
يتم إطلاق الأشواك عن طريق لمسها أو قد تبرز عندما يهز الشيهم جسمه ولكن لا يمكن إطلاقها على المهاجمين. تنمو أشواك جديدة لتحل محل المفقودة. كان يُعتقَد قديمًا أن الشياهم قادرة على إلقاء أشواكها على العدو لكن تم تفنيد ذلك.

## الاستعمالات
أحيانًا تؤكل الشياهم في الثقافة الغربية لكنها شعبية جدًا في جنوب شرق آسيا وتحديدًا في فيتنام حيث يعتبر أشهر استخدام لها كمصدر للغذاء مما تسبب في معدلات انخفاض كبيرة في عددها.
ومن الشائع جدًا استخدام أشواكها وشعر الحماية الخاص بها في الملابس الزخرفية التقليدية. فعلى سبيل المثال يستخدم شعر الحماية الخاص بها في صناعة أغطية الرأس روتش (غطاء رأس)|«بوركي روتش» عند أهالي الأمريكتين الأمريكيون الأصليون.

## موطنها

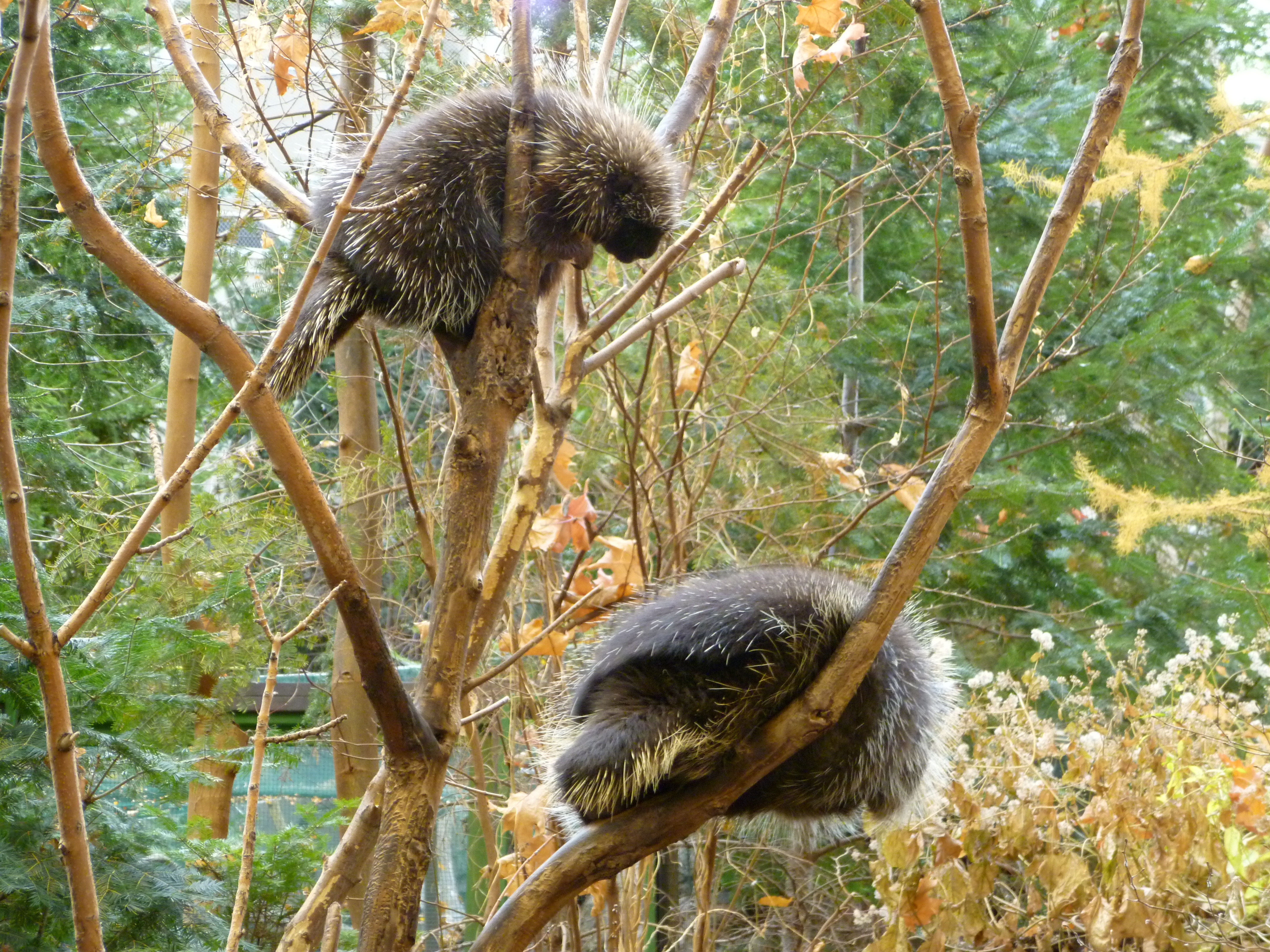
يقطن زوج من شياهم أمريكا الشمالية في كويبيك

تحتل الشياهم نطاقًا قصيرًا من المساكن في الأجزاء المدارية والمعتدلة من آسيا وجنوب أوروبا وأفريقيا والشمال وأمريكا الجنوبية. تعيش الشياهم في الغابات والصحاري والنتوءات الصخرية وجوانب التلال. تعيش بعض شياهم العالم الجديد في الأشجار لكن شياهم العالم القديم تبقى على الصخور. يمكن أن توجد الشياهم على المناطق الصخرية على ارتفاع يبلغ 3,700 م (12,100 قدم). الشياهم ليلية عمومًا لكنها تنشط أحيانًا في النهار.

## التصنيف
الرتبة رودنتيا
- الرتبة الفرعية هيستيريكومورفا
  - الرتبة التحتية هيستيريكوجناثي

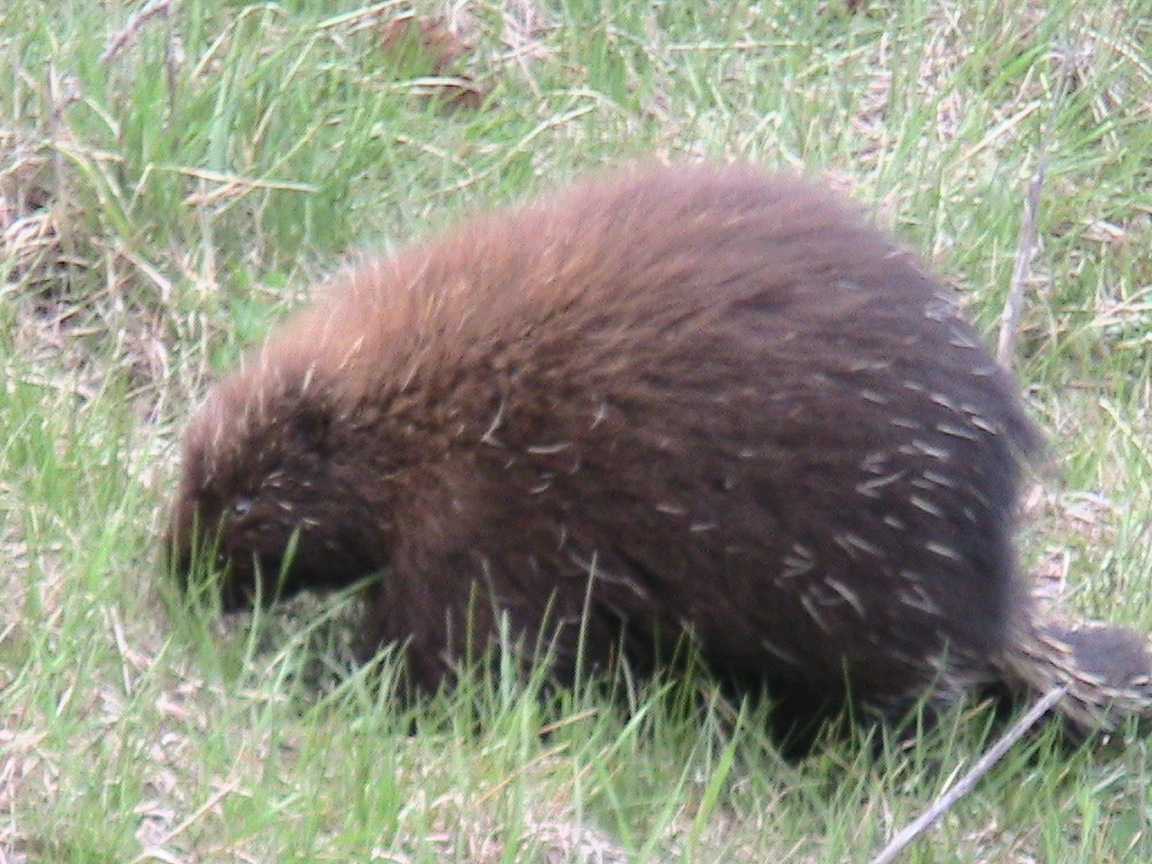
شيهم أمريكا الشمالية

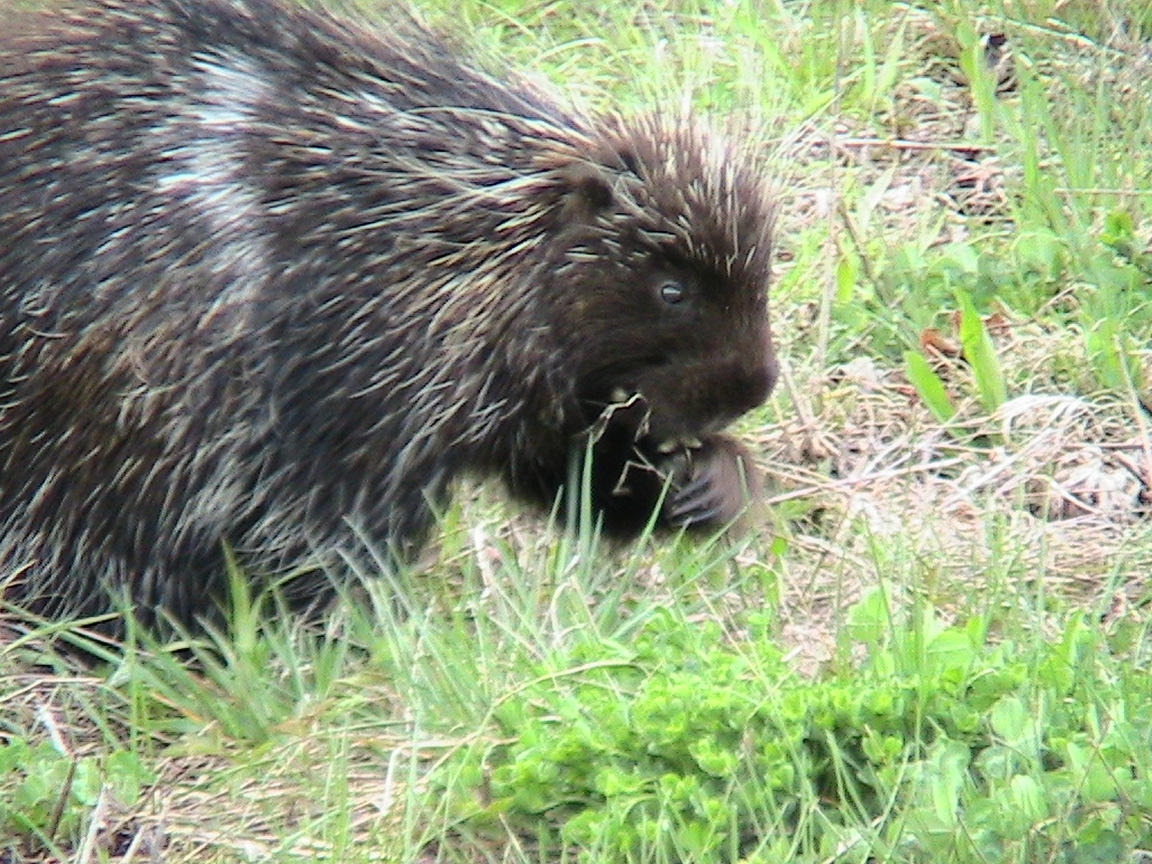
يأكل شيهم أمريكا الشمالية الحشائش والبرسيم

    - الفصيلة شياهم العالم القديم هيستيريسيدا:
      - شيهم إفريقيا ذو الذيل الشبيه بالفرشاة، أثيروروس أفريكانوس
      - شيهم آسيا ذو الذيل الشبيه بالفرشاة، أثيروروس ماكروروس
      - الشيهم ذو الريش، هيستريكس كريستاتا
      - شيهم جنوب أفريقيا، هيستريكس أفريكا أوستراليس
      - الشيهم الهندي، هيستريكس إنديكوس
      - شيهم ملايو، هيستريكس براشيورا
        - شيهم الهيمالايا، هيستريكس (براشيورا) هوجسوني

      - شيهم سوندي، هيستريكس جافانيكا
      - شيهم سومطري، هيستريكس (ثيكوروس) سوماترا
      - شيهم ثخين الشوك، هيستريكس (ثيكوروس) كراسيسبينيس
      - شيهم فلبيني، هيستريكس (ثيكوروس) باميليس
      - شيهم طويل الذيل، ترايشيس فاسيسولاتا

    - الفصيلة فئران الخيزران (Thryonomyidae):
    - الفصيلة فأر داسي (Dassie Rat):
    - الفصيلة فئران الخلد الأفريقية عرميات:
    - الفصيلة كابيبارا كابيائيات الشكل:
    - الفصيلة كافيس كافيدا:
    - الفصيلة أجوتيز وأكوتشيز داسيبروكتيدا:
    - الفصيلة شياهم العالم الجديد:
      - الشيهم البرازيلي، كويندو بريهنسيلس
      - الشيهم ذو الشوك ثنائي اللون، كويندو ثنائي اللون
      - شيهم الإنديز، كويندو كويتشو
      - شيهم (كوبمان) القزم الأسود، كويندو نيثيميرا (كوبمان)
      - شيهم روتشيلد، كويندو روتشيلدي
      - شيهم سانتا مارتا، كويندو سانتمارتا
      - شيهم الشجر المكسيكي، سفيجوروس مكسيكانوس
      - شيهم الشجر بأمريكا الجنوبية، سفيجوروس سبينوسس
      - شيهم القزم المشعر باهيا، سفيجوروس انسيديوسس
      - شيهم القزم المشعر البني، سفيجوروس فيستيتوس
      - شيهم القزم المشعر ذو الشوك البرتقالي، سفيجوروس فيلوسوس
      - شيهم القزم المخطط، سفيجوروس ايشيلوس
      - شيهم القزم المشعر ذو الذيل الأسود، سفيجوروس ميلانوروس
      - شيهم القزم بروزمالين، سفيجوروس روزمالينورم
      - شيهم القزم المشعر الثلجي، سفيجوروس بروينوسوس
      - شيهم أمريكا الشمالية، إيرثيزون دورساتوم
      - الشيهم مجدوع الذيل، إيشينوبروكتا روفيسينس
      - الشيهم منتصب الشوك، شايتوميز سابسبينوسوز (ويعتبر أحيانًا إيشيميد)

    - الفصيلة تشينشيليدا: تشينشيلاس وآلليز
    - الفصيلة ستينوميدا: توكو-توكو
    - الفصيلة ميوكاستوريدا: كويبو
    - الفصيلة أوكتودونتيدا: أوكتودونتوس
    - الفصيلة ستينوداكتيليدا: جونديس

## وصلات خارجية
http://www.awf.org/wildlives/179
http://science-ed.pnl.gov/pals/resource/cards/porcupines.stm
http://digital.library.unt.edu/permalink/meta-dc-1544:1
http://digital.library.unt.edu/browse/department/govdocs
http://northernbushcraft.com/animalTracks/porcupine/notes.htm